# Гарік Барсегян
Гарік Барсегян (вірм. Գարիկ Բարսեղյան; нар. 15 вересня 1986, Варденіс, нині марз Ґегаркунік) — вірменський борець вільного стилю, бронзовий призер чемпіонату Європи.

## Життєпис
Боротьбою почав займатися з 2003 року.
Виступає за спортивне товариство «Динамо» Єреван.

## Спортивні результати на міжнародних змаганнях

### Виступи на Чемпіонатах світу
| Змагання                        | Збірна   | Вагова категорія          | Місце |
| ------------------------------- | -------- | ------------------------- | ----- |
| Чемпіонат світу з боротьби 2014 | Вірменія | вільна боротьба, до 57 кг | 27    |
| Чемпіонат світу з боротьби 2015 | Вірменія | вільна боротьба, до 57 кг | 27    |
| Чемпіонат світу з боротьби 2017 | Вірменія | вільна боротьба, до 57 кг | 11    |

### Виступи на Чемпіонатах Європи
| Змагання                         | Збірна   | Вагова категорія          | Місце  |
| -------------------------------- | -------- | ------------------------- | ------ |
| Чемпіонат Європи з боротьби 2014 | Вірменія | вільна боротьба, до 57 кг | Бронза |
| Чемпіонат Європи з боротьби 2016 | Вірменія | вільна боротьба, до 57 кг | 7      |
| Чемпіонат Європи з боротьби 2017 | Вірменія | вільна боротьба, до 57 кг | 13     |
| Чемпіонат Європи з боротьби 2018 | Вірменія | вільна боротьба, до 61 кг | 10     |

### Виступи на Європейських іграх
| Змагання              | Збірна   | Вагова категорія          | Місце |
| --------------------- | -------- | ------------------------- | ----- |
| Європейські ігри 2015 | Вірменія | вільна боротьба, до 57 кг | 7     |
| Європейські ігри 2019 | Вірменія | вільна боротьба, до 57 кг | 11    |

### Виступи на інших змаганнях
| Змагання                                     | Збірна   | Вагова категорія          | Місце  |
| -------------------------------------------- | -------- | ------------------------- | ------ |
| Турнір Степана Саргісяна 2012                | Вірменія | вільна боротьба, до 55 кг | Срібло |
| Київський Міжнародний турнір з боротьби 2013 | Вірменія | вільна боротьба, до 55 кг | 28     |
| Літня Універсіада 2013                       | Вірменія | вільна боротьба, до 55 кг | 16     |
| Турнір Дана Колова — Николи Петрова 2014     | Вірменія | вільна боротьба, до 57 кг | 8      |
| Турнір міста Сассарі з боротьби 2014         | Вірменія | вільна боротьба, до 57 кг | Бронза |
| Турнір Степана Саргісяна 2014                | Вірменія | вільна боротьба, до 57 кг | Бронза |
| Henri Deglane Challenge 2014                 | Вірменія | вільна боротьба, до 57 кг | Бронза |
| Турнір Олександра Медведя 2015               | Вірменія | вільна боротьба, до 57 кг | 8      |
| Турнір Степана Саргісяна 2015                | Вірменія | вільна боротьба, до 57 кг | Бронза |
| Київський Міжнародний турнір з боротьби 2016 | Вірменія | вільна боротьба, до 57 кг | Бронза |
| Турнір Степана Саргісяна 2016                | Вірменія | вільна боротьба, до 57 кг | Золото |
| Клубний чемпіонат світу з боротьби 2016      | Вірменія | команда                   | 4      |
| Турнір Г. Картозія і В. Балавадзе 2017       | Вірменія | вільна боротьба, до 57 кг | Бронза |
| Турнір Степана Саргісяна 2017                | Вірменія | вільна боротьба, до 57 кг | Золото |
| Київський Міжнародний турнір з боротьби 2018 | Вірменія | вільна боротьба, до 61 кг | 6      |
| Турнір Г. Картозія і В. Балавадзе 2018       | Вірменія | вільна боротьба, до 61 кг | Бронза |
| Турнір Степана Саргісяна 2018                | Вірменія | вільна боротьба, до 57 кг | Срібло |
| Турнір Аланії з боротьби 2018                | Вірменія | вільна боротьба, до 57 кг | 16     |